# Clarke Peters
Clarke Peters, pseudonimo di Peter Clarke (New York City, 7 aprile 1952), è un attore, cantante e scrittore statunitense.

## Biografia
Nato Peter Clarke a New York, è cresciuto a Englewood, nel New Jersey, dove si è diplomato alla Dwight Morrow High School nel 1970. Nel 1992, Peters guadagnò una nomination ai Tony Award per il "miglior libro di un Musical" per la scrittura di Five Guys Named Moe. Come attore ha recitato a Broadway in Arriva l'uomo del ghiaccio (1999), che gli valse il Theatre World Award, e come avvocato Billy Flynn nella revival di Chicago nel 2000 e 2003. Tra le sue apparizione al Teatro del West End si ricorda Blues in the Night, Porgy and Bess, Le streghe di Eastwick, Chicago e Chess.
Peters è familiare ai telespettatori nel ruolo del detective Lester Freamon nella serie The Wire. Peters fu anche protagonista della miniserie The Corner, rappresentando un tossicodipendente di nome Fat Curt, e Dave Pell nella serie Damages. Entrambi i ruoli di The Wire e The Corner sono stati creati dallo scrittore ed ex giornalista de The Baltimore Sun David Simon. Peters ha successivamente partecipato alla serie Treme, anch'essa ideata da Simon. Tra le altre partecipazioni vi sono Notting Hill, K-PAX - Da un altro mondo, Il colore del crimine Io & Marley e An Acceptable Loss - Decisione estrema.

## Filmografia

### Cinema
- Atmosfera zero (Outland), regia di Peter Hyams (1981)
- Mona Lisa, regia di Neil Jordan (1986)
- Notting Hill, regia di Roger Michell (1999)
- K-PAX - Da un altro mondo (K-PAX), regia di Iain Softley (2001)
- Il colore del crimine (Freedomland), regia di Joe Roth (2006)
- Io & Marley (Marley & Me), regia di David Frankel (2008)
- Endgame, regia di Pete Travis (2009)
- Locked In, regia di Suri Krishnamma (2010)
- Grace - Posseduta (Grace - The Possession), regia di Jeff Chan (2014)
- John Wick, regia di David Leitch e Chad Stahelski (2014)
- Franny, regia di Andrew Renzi (2015)
- Tre manifesti a Ebbing, Missouri (Three Billboards Outside Ebbing, Missouri), regia di Martin McDonagh (2017)
- An Acceptable Loss - Decisione estrema (An Acceptable Loss), regia di Joe Chappelle (2019)
- Harriet, regia di Kasi Lemmons (2019)
- Alice e Peter (Come Away), regia di Brenda Chapman (2020)
- Da 5 Bloods - Come fratelli (Da 5 Bloods), regia di Spike Lee (2020)
- Whitney - Una voce diventata leggenda (I Wanna Dance with Somebody), regia di Kasi Lemmons (2022)

### Televisione
- I Professionals (The Professionals) – serie TV, episodio 5x09 (1983)
- Death Train, regia di David Jackson – film TV (1993)
- The Corner – miniserie TV, 6 episodi (2000)
- Oz – serie TV, episodio 4x03 (2000)
- The Wire – serie TV, 55 episodi (2002-2008)
- Night & Day – serie TV, 6 episodi (2002-2003)
- Waking the Dead – serie TV, episodi 3x01-3x02 (2003)
- Law & Order - Il verdetto (Law & Order: Trial by Jury) – serie TV, episodio 1x06 (2005)
- Cape Wrath - Fuga dal passato (Cape Wrath) – serie TV, episodio 1x06 (2007)
- Life on Mars – serie TV, episodi 1x01-1x05 (2008)
- Damages – serie TV, 8 episodi (2009)
- In Plain Sight - Protezione testimoni (In Plain Sight) – serie TV, episodio 2x07 (2009)
- Holby City – serie TV, 5 episodi (2009)
- Treme – serie TV, 37 episodi (2010-2011)
- Covert Affairs – serie TV, episodio 1x01 (2010)
- Memphis Beat – serie TV, episodio 2x10 (2011)
- Person of Interest – serie TV, 11 episodi (2012-2013)
- Blue Bloods – serie TV, episodio 3x16 (2013)
- True Detective – serie TV, episodio 1x01 (2014)
- Delitti in Paradiso (Death in Paradise) – serie TV, episodio 3x05 (2014)
- The Divide – serie TV, 8 episodi (2014)
- Forever – serie TV, episodio 1x12 (2015)
- Show Me a Hero, regia di Paul Haggis – miniserie TV, puntate 5-6 (2015)
- Jessica Jones – serie TV, 4 episodi (2015)
- Underground – serie TV, episodi 1x01-1x02-1x04 (2016)
- L'ispettore Barnaby (Midsomer Murders) – serie TV, episodio 17x03 (2016)
- The Tunnel – serie TV, 4 episodi (2016)
- Chance – serie TV, 9 episodi (2016-2017)
- The Deuce - La via del porno (The Deuce) – serie TV, episodio 1x08 (2017)
- Bulletproof – serie TV, 6 episodi (2018)
- His Dark Materials - Queste oscure materie (His Dark Materials) – serie TV, episodi 1x01-1x02-1x03 (2019)
- Gli irregolari di Baker Street (The Irregulars) – serie TV, 8 episodi (2021)
- La Fortuna, regia di Alejandro Amenábar – miniserie TV (2021)
- Fondazione (Foundation) – serie TV, 6 episodi (2021)
- L'uomo che cadde sulla Terra (The Man Who Fell to Earth) – serie TV, 10 episodi (2022)
- Truelove, regia di Chloë Wicks e Carl Tibbetts – miniserie TV (2024)
- Eric, regia di Lucy Forbes – miniserie TV (2024)
- Towards Zero, regia di Sam Yates – miniserie TV (2025)

## Doppiatori italiani
Nelle versioni in italiano delle opere in cui ha recitato, Clarke Peters è stato doppiato da:
- Paolo Marchese in Law & Order - Il verdetto, His Dark Materials - Queste oscure materie, Gli irregolari di Baker Street
- Diego Reggente in The Wire, Delitti in Paradiso
- Elio Zamuto in John Wick, Tre manifesti a Ebbing, Missouri
- Angelo Nicotra in Franny, Chance
- Stefano Mondini in Person of Interest, Bulletproof
- Michele Gammino in Damages, Harriet
- Vittorio Di Prima in Oz
- Gianni Giuliano in Da 5 Bloods - Come fratelli
- Saverio Moriones in Memphis Beat
- Ugo Maria Morosi in Blue Bloods
- Ennio Coltorti in True Detective
- Claudio Moneta in Grace - Posseduta
- Roberto Draghetti in Forever
- Mario Bombardieri in Jessica Jones
- Paolo Buglioni in The Deuce - La via del porno
- Luca Biagini ne L'uomo che cadde sulla Terra
- Alessandro Rossi in Whitney - Una voce diventata leggenda
- Carlo Scipioni in Fondazione
- Ambrogio Colombo in Eric